# Бетані Маттек-Сендс
Бетані Маттек-Сендс (англ. Bethanie Mattek-Sands, 23 березня 1985) — американська теністистка, олімпійська чемпіонка.
Станом на серпень 2016 року Бетані не виграла жодного турніру WTA-туру в одиночном розряді й виграла 5 турнірів ITF. У парному розряді вона виграла 19 турнірів WTA та 3 турніри ITF. Найвищим її досягненням в турнірах Великого шолома були виходи до четвертого кола. Вона виграла Відкритий чемпіонат Австралії 2012 у міксті разом із румуном Горія Текеу, а також Відкритий чемпіонат Австралії 2015 у жіночому парному розряді разом із Луціє Шафаровою. Вони повторили свій успіх на Відкритому чемпіонаті Франції 2015. На цьому ж турнірі Бетані виграла мікст разом із Майком Браяном.
Золоту олімпійську медаль та звання олімпійської чемпіонки Бетані здобула, граючи з Джеком Соком в змішаному парному турнірі Олімпіади 2016 у Ріо-де-Жанейро.
Наступним турніром Великого шолома, що підкорився парі Маттек-Сендс/Шафарова, став Відкритий чемпіонат США 2016.
Беттані Маттек почала виступати на турнірах WTA з 1999 року. Після одруження 2008 року вона змінила ім'я на подвійне. Бетані відома своєю екстравагантною манерою одягатися на корті.
9 січня 2017 року Бетані очолила світовий рейтинг у парному розряді.

## Фінали турнірів WTA

### Одиночний розряд: 4 (4 поразки)
| Легенда                                          |
| ------------------------------------------------ |
| Grand Slam                                       |
| WTA 1000 (Tier I / Premier M & Premier 5)        |
| WTA 500 (Tier II / Premier)                      |
| WTA 250 (Tier III, IV & V / International) (0–4) |

| Фінали за покриттям |
| ------------------- |
| Тверде (0–2)        |
| Ґрунт (0–0)         |
| Трава (0–0)         |
| Килим (0–2)         |

| Результат | В-П | Дата     | Турнір                          | Tier          | Покриття  | Опонент           | Рахунок            |
| --------- | --- | -------- | ------------------------------- | ------------- | --------- | ----------------- | ------------------ |
| Поразка   | 0–1 | Лис 2008 | Tournoi de Québec, Канада       | International | Килим (i) | Надія Петрова     | 6–4, 4–6, 1–6      |
| Поразка   | 0–2 | Вер 2010 | Tournoi de Québec, Канада       | International | Килим (i) | Таміра Пашек      | 6–7(6–8), 6–2, 5–7 |
| Поразка   | 0–3 | Січ 2011 | Hobart International, Австралія | International | Тверде    | Ярміла Вулф       | 4–6, 3–6           |
| Поразка   | 0–4 | Бер 2013 | BMW Malaysian Open, Малайзія    | International | Тверде    | Кароліна Плішкова | 6–1, 5–7, 3–6      |

### Парний розряд: 49 (30 титули, 19 поразки)
| Легенда                                          |
| ------------------------------------------------ |
| Grand Slam (5–1)                                 |
| WTA Фінали (0–1)                                 |
| WTA 1000 (Tier I / Premier M & Premier 5) (7–1)  |
| WTA 500 (Tier II / Premier) (13–8)               |
| WTA 250 (Tier III, IV & V / International) (5–8) |

| Фінали за покриттям |
| ------------------- |
| Тверде (19–8)       |
| Ґрунт (11–8)        |
| Трава (0–2)         |
| Килим (0–1)         |

| Результат | В-П   | Дата     | Турнір                                                 | Tier          | Покриття   | Партнер                  | Опоненти                                             | Рахунок               |
| --------- | ----- | -------- | ------------------------------------------------------ | ------------- | ---------- | ------------------------ | ---------------------------------------------------- | --------------------- |
| Перемога  | 1–0   | Сер 2004 | Vancouver Open, Канада                                 | Tier V        | Тверде     | Абігейл Спірс            | - Ельс Калленс - Анна-Лена Гренефельд                | 6–3, 6–3              |
| Поразка   | 1–1   | Сер 2005 | LA Women's Tennis Championships, US                    | Tier II       | Тверде     | Анджела Гейнс            | - Олена Дементьєва - Флавія Пеннетта                 | 2–6, 4–6              |
| Поразка   | 1–2   | Тра 2006 | Prague Open, Чехія                                     | Tier IV       | Ґрунт      | Ешлі Гарклроуд           | - Маріон Бартолі - Шахар Пеєр                        | 4–6, 4–6              |
| Поразка   | 1–3   | Тра 2006 | Гран-прі принцеси Лалли Мер'єм, Марокко                | Tier IV       | Ґрунт      | Ешлі Гарклроуд           | - Янь Цзи - Чжен Цзє                                 | 1–6, 3–6              |
| Перемога  | 2–3   | Лип 2007 | Мастерс Цинциннаті, US                                 | Tier III      | Тверде     | Саня Мірза               | - Аліна Жидкова - Тетяна Пучек                       | 7–6(7–4), 7–5         |
| Перемога  | 3–3   | Лют 2008 | Copa Colsanitas Santander, Колумбія                    | Tier III      | Ґрунт      | Івета Бенешова           | - Єлена Костанич-Тошич - Мартіна Мюллер              | 6–3, 6–3              |
| Перемога  | 4–3   | Кві 2008 | Amelia Island Championships, US                        | Tier II       | Ґрунт      | Владіміра Угліржова      | - Вікторія Азаренко - Олена Весніна                  | 6–3, 6–1              |
| Перемога  | 5–3   | Кві 2009 | Charleston Open, US                                    | Premier       | Ґрунт      | Надія Петрова            | - Ліга Декмеєре - Патті Шнідер                       | 6–7(5–7), 6–2, [11–9] |
| Перемога  | 6–3   | Тра 2009 | Porsche Tennis Grand Prix, Німеччина                   | Premier       | Ґрунт (i)  | Петрова Надія Вікторівна | Хісела Дулко Флавія Пеннетта                         | 5–7, 6–3, [10–7]      |
| Перемога  | 7–3   | Тра 2009 | Warsaw Open, Польща                                    | Premier       | Ґрунт      | Ракел Атаво              | Yan Zi Чжен Цзє                                      | 6–1, 6–1              |
| Поразка   | 7–4   | Лют 2010 | U.S. National Indoor Championships, US                 | International | Тверде (i) | Меган Шонессі            | - Ваня Кінг - Міхаелла Крайчек                       | 5–7, 2–6              |
| Перемога  | 8–4   | Кві 2010 | Amelia Island Championships, US (2)                    | International | Ґрунт      | Yan Zi                   | - Чжуан Цзяжун - Пен Шуай                            | 4–6, 6–4, [10–8]      |
| Поразка   | 8–5   | Чер 2010 | Birmingham Classic, UK                                 | International | Трава      | Лізель Губер             | - Кара Блек - Ліза Реймонд                           | 3–6, 2–3 ret.         |
| Поразка   | 8–6   | Сер 2010 | Connecticut Open, US                                   | Premier       | Тверде     | Меган Шонессі            | - Квета Пешке - Катарина Среботнік                   | 5–7, 0–6              |
| Поразка   | 8–7   | Вер 2010 | Tournoi de Québec, Канада                              | International | Килим (i)  | Барбора Стрицова         | - Софія Арвідссон - Юганна Ларссон                   | 1–6, 6–2, [6–10]      |
| Перемога  | 9–7   | Лют 2011 | Open GDF Suez, Франція                                 | Premier       | Тверде (i) | Меган Шонессі            | - Віра Душевіна - Катерина Макарова                  | 6–4, 6–2              |
| Поразка   | 9–8   | Бер 2011 | Indian Wells Open, US                                  | Premier M     | Тверде     | Меган Шонессі            | Саня Мірза Весніна Олена Сергіївна                   | 0–6, 5–7              |
| Поразка   | 9–9   | Кві 2011 | Charleston Open, US                                    | Premier       | Ґрунт      | Меган Шонессі            | Саня Мірза Весніна Олена Сергіївна                   | 4–6, 4–6              |
| Перемога  | 10–9  | Тра 2012 | Brussels Open, Бельгія                                 | Premier       | Ґрунт      | Саня Мірза               | Аліція Росольська Чжен Цзє                           | 6–3, 6–2              |
| Перемога  | 11–9  | Січ 2013 | Brisbane International, Австралія                      | Premier       | Тверде     | Саня Мірза               | Анна-Лена Гренефельд Квета Пешке                     | 4–6, 6–4, [10–7]      |
| Перемога  | 12–9  | Лют 2013 | Dubai Tennis Championships, UAE                        | Premier       | Тверде     | Саня Мірза               | Петрова Надія Вікторівна Катарина Среботнік          | 6–4, 2–6, [10–7]      |
| Поразка   | 12–10 | Кві 2013 | Stuttgart Grand Prix, Німеччина                        | Premier       | Ґрунт (i)  | Саня Мірза               | - Мона Бартель - Сабіне Лісіцкі                      | 4–6, 5–7              |
| Перемога  | 13–10 | Січ 2015 | Sydney International, Австралія                        | Premier       | Тверде     | Саня Мірза               | Ракель Атаво Абігейл Спірс                           | 6–3, 6–3              |
| Перемога  | 14–10 | Січ 2015 | Відкритий чемпіонат Австралії з тенісу, Австралія      | Grand Slam    | Тверде     | Луціє Шафарова           | Латіша Чжань Чжен Цзє                                | 6–4, 7–6(7–5)         |
| Перемога  | 15–10 | Кві 2015 | Stuttgart Grand Prix, Німеччина (2)                    | Premier       | Ґрунт (i)  | Луціє Шафарова           | Каролін Гарсія Катарина Среботнік                    | 6–4, 6–3              |
| Перемога  | 16–10 | Чер 2015 | Відкритий чемпіонат Франції з тенісу, Франція          | Grand Slam    | Ґрунт      | Луціє Шафарова           | - Кейсі Деллаква - Ярослава Шведова                  | 3–6, 6–4, 6–2         |
| Перемога  | 17–10 | Сер 2015 | Мастерс Канада, Канада                                 | Premier 5     | Тверде     | Луціє Шафарова           | Каролін Гарсія Катарина Среботнік                    | 6–1, 6–2              |
| Перемога  | 18–10 | Бер 2016 | Indian Wells Open, US                                  | Premier M     | Тверде     | Коко Вандевей            | - Юлія Гергес - Кароліна Плішкова                    | 4–6, 6–4, [10–6]      |
| Перемога  | 19–10 | Кві 2016 | Відкритий чемпіонат Маямі з тенісу, US                 | Premier M     | Тверде     | Луціє Шафарова           | Тімеа Бабош Шведова Ярослава В'ячеславівна           | 6–3, 6–4              |
| Поразка   | 19–11 | Кві 2016 | Charleston Open, US                                    | Premier       | Ґрунт      | Луціє Шафарова           | Каролін Гарсія Крістіна Младенович                   | 2–6, 5–7              |
| Перемога  | 20–11 | Вер 2016 | Відкритий чемпіонат США з тенісу, США                  | Grand Slam    | Тверде     | Луціє Шафарова           | Каролін Гарсія Крістіна Младенович                   | 2–6, 7–6(7–5), 6–4    |
| Перемога  | 21–11 | Жов 2016 | Wuhan Open, КНР                                        | Premier 5     | Тверде     | Луціє Шафарова           | Барбора Стрицова Саня Мірза                          | 6–1, 6–4              |
| Перемога  | 22–11 | Жов 2016 | China Open, КНР                                        | Premier M     | Тверде     | Луціє Шафарова           | Каролін Гарсія Крістіна Младенович                   | 6–4, 6–4              |
| Поразка   | 22–12 | Жов 2016 | Фінал WTA, Сінгапур                                    | Tour Фінали   | Тверде (i) | Луціє Шафарова           | Макарова Катерина Валеріївна Весніна Олена Сергіївна | 6–7(5–7), 3–6         |
| Перемога  | 23–12 | Січ 2017 | Brisbane International, Австралія (2)                  | Premier       | Тверде     | Саня Мірза               | Макарова Катерина Валеріївна Весніна Олена Сергіївна | 6–2, 6–3              |
| Перемога  | 24–12 | Січ 2017 | Australian Open, Австралія (2)                         | Grand Slam    | Тверде     | Луціє Шафарова           | Андреа Сестіні Главачкова Пен Шуай                   | 6–7(4–7), 6–3, 6–3    |
| Перемога  | 25–12 | Кві 2017 | Charleston Open, US (2)                                | Premier       | Ґрунт      | Луціє Шафарова           | - Луціє Градецька - Катержина Сінякова               | 6–1, 4–6, [10–7]      |
| Перемога  | 26–12 | Чер 2017 | French Open, Франція (2)                               | Grand Slam    | Ґрунт      | Луціє Шафарова           | Ешлі Барті Кейсі Деллаква                            | 6–2, 6–1              |
| Поразка   | 26–13 | Чер 2019 | Eastbourne International, UK                           | Premier       | Трава      | Кірстен Фліпкенс         | Чжань Хаоцін Латіша Чжань                            | 6–2, 3–6, [6–10]      |
| Перемога  | 27–13 | Жов 2019 | КНР Open, КНР (2)                                      | Premier M     | Тверде     | Софія Кенін              | Олена Остапенко Даяна Ястремська                     | 6–3, 6–7(5–7), [10–7] |
| Поразка   | 27–14 | Жов 2019 | Кубок Кремля, Росія                                    | Premier       | Тверде (i) | Кірстен Фліпкенс         | Сюко Аояма Ена Сібахара                              | 1–6, 2–6              |
| Поразка   | 27–15 | Кві 2021 | Stuttgart Grand Prix, Німеччина                        | WTA 500       | Ґрунт (i)  | Дезіре Кравчик           | Ешлі Барті Дженніфер Брейді                          | 4–6, 7–5, [5–10]      |
| Поразка   | 27–16 | Чер 2021 | French Open, Франція                                   | Grand Slam    | Ґрунт      | Іга Свьонтек             | Барбора Крейчикова Катержина Сінякова                | 4–6, 2–6              |
| Поразка   | 27–17 | 2023     | WTA Auckland Open, Нова Зеландія                       | WTA 250       | Тверде     | Лейла Фернандес          | Като Мію Алділа Сутдж'яді                            | 6–1, 5–7, [4–10]      |
| Перемога  | 28–17 | 2023     | Hansol Korea Open Tennis Championships, Південна Корея | WTA 250       | Тверде     | Маріє Боузкова           | Луксіка Кумхум Пеангтарн Пліпич                      | 6–2, 6–1              |
| Поразка   | 28–18 | Січ 2024 | Auckland Classic, Нова Зеландія                        | WTA 250       | Тверде     | Марія Бузкова            | Анна Даніліна Вікторія Грунчакова                    | 3–6, 7–6(7–5), [8–10] |
| Перемога  | 29–18 | Лют 2024 | Abu Dhabi Open, UAE                                    | WTA 500       | Тверде     | Софія Кенін              | Лінда Носкова Гезер Вотсон                           | 6–4, 7–6(7–4)         |
| Перемога  | 30–18 | Бер 2024 | Miami Open, US (2)                                     | WTA 1000      | Тверде     | Софія Кенін              | Габріела Дабровскі Ерін Рутліфф                      | 4–6, 7–6(7–5), [11–9] |
| Поразка   | 30–19 | Лип 2024 | Prague Open, Чехія                                     | WTA 250       | Ґрунт      | Луціє Шафарова           | Барбора Крейчикова Катержина Сінякова                | 3–6, 3–6              |